# Muscle pectiné

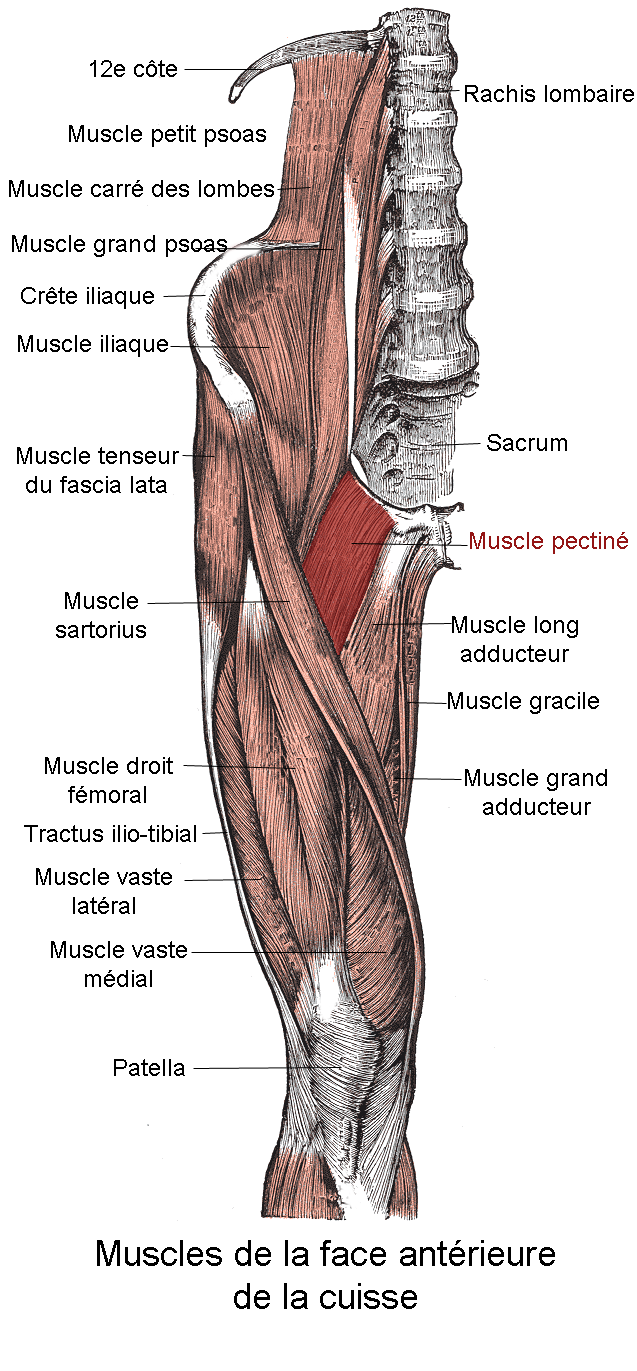
Le muscle pectiné. Partie supéro-interne.

Le muscle pectiné (Musculus pectineus) est un muscle du membre inférieur situé dans la partie supérieure de la loge fémorale médiale.

## Description
Le muscle pectiné est un muscle aplati et quadrilatère qui relie le pubis au fémur.

## Origine
Le muscle pectiné se fixe en deux plans affectant la forme d'un J couché.
Le plan superficiel se fixe entre le tubercule pubien et l'éminence iliopubienne, le long du pecten du pubis.
Le plan profond se fixe sur la lèvre antérieure du sillon obturateur.
Il adhère également sur le ligament pectiné et sur le ligament pubo-fémoral.

## Trajet
Le muscle pectiné forme un corps musculaire quadrilatère se dirigeant en bas et en dehors vers le bord postérieur du fémur.
Il fait partie du plancher du trigone fémoral .

## Terminaison
Le muscle pectiné s'insère en bas sur la ligne pectinéale du fémur formée par la trifurcation moyenne de la ligne âpre.

## Innervation
Le muscle pectiné est innervé par le rameau du muscle pectiné du nerf fémoral ou par le nerf obturateur accessoire provenant des racines L2, L3 et L4 du plexus lombal.

## Vascularisation
La vascularisation du muscle pectiné est variable : elle peut provenir de l'artère circonflexe médiale ou de l'artère fémorale.

## Anatomie fonctionnelle
Le muscle pectiné est adducteur et fléchisseur de l'articulation coxale.
Le rôle rotatoire est controversé, le muscle passant près de l'axe de rotation de la cuisse.

## Galerie

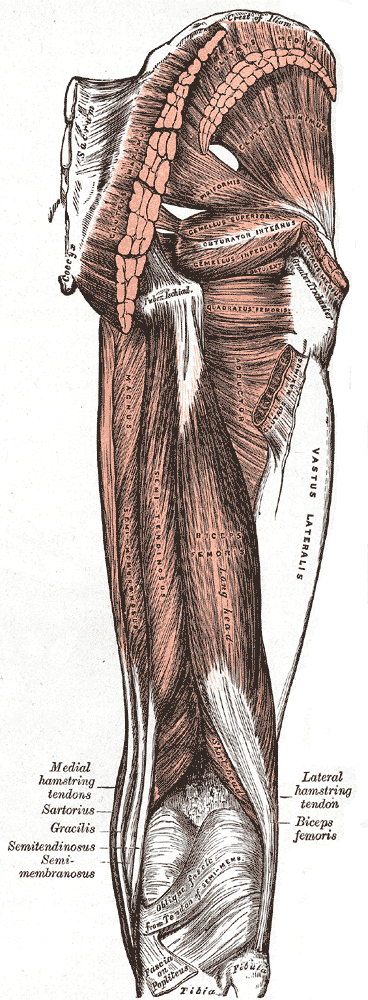
Muscles de la face postérieure de la cuisse.
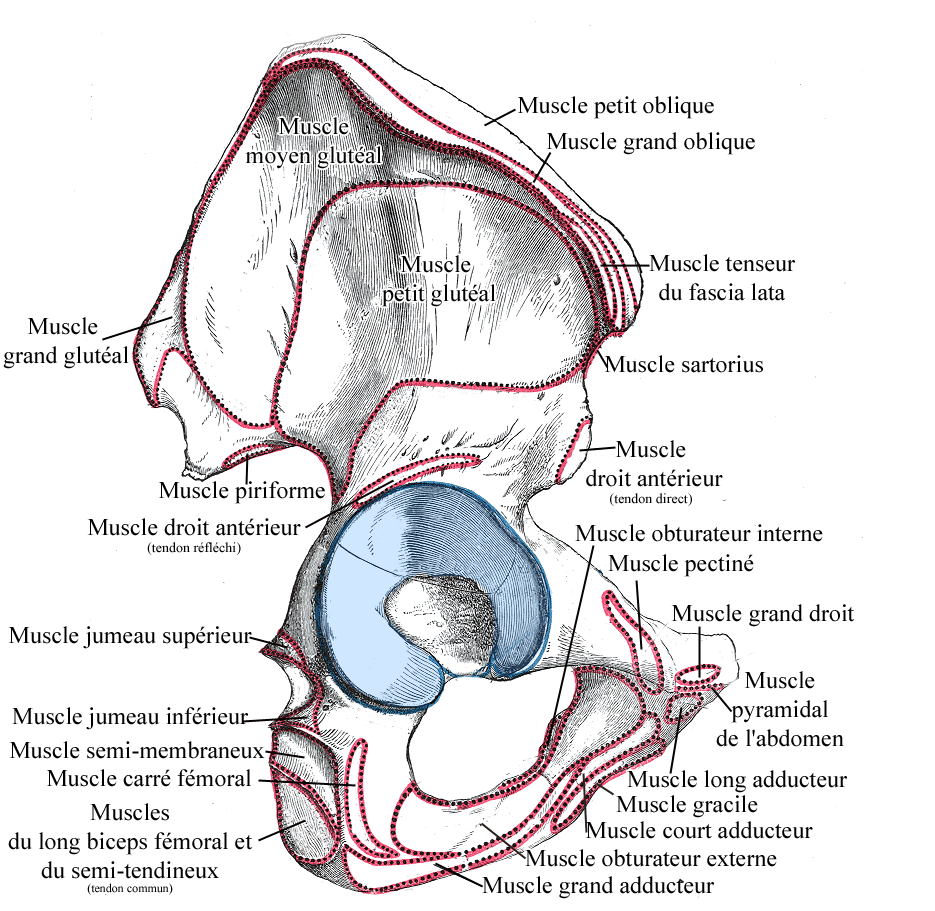
Os coxal, face latérale; insertions musculaires
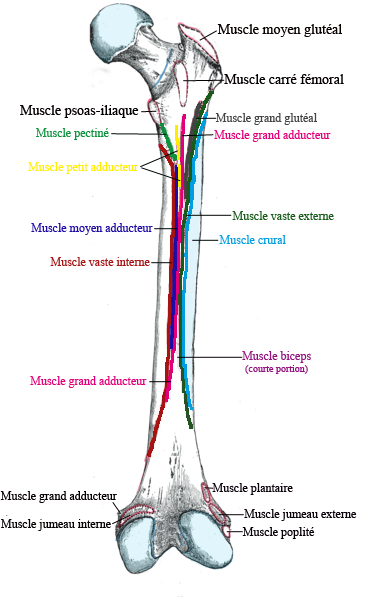
Face postérieure du fémur. Insertions musculaires

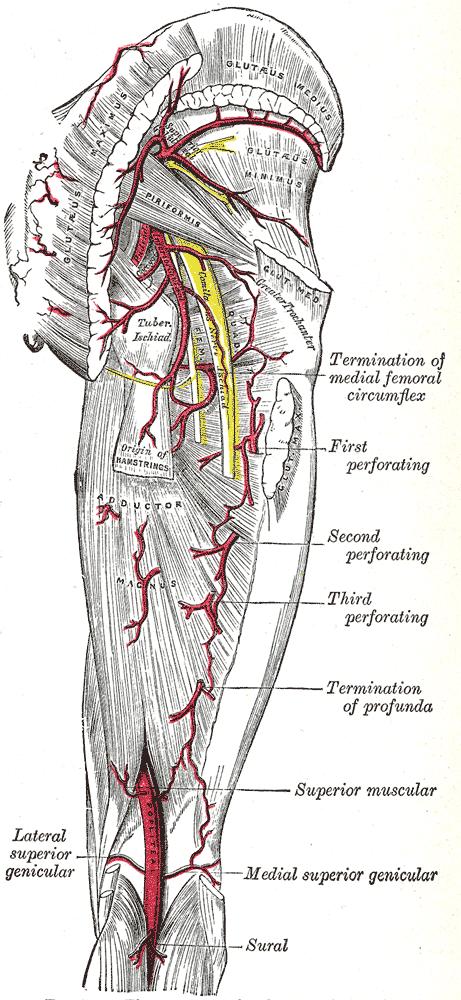
Les artères de la face postérieure de la fesse et de la cuisse.
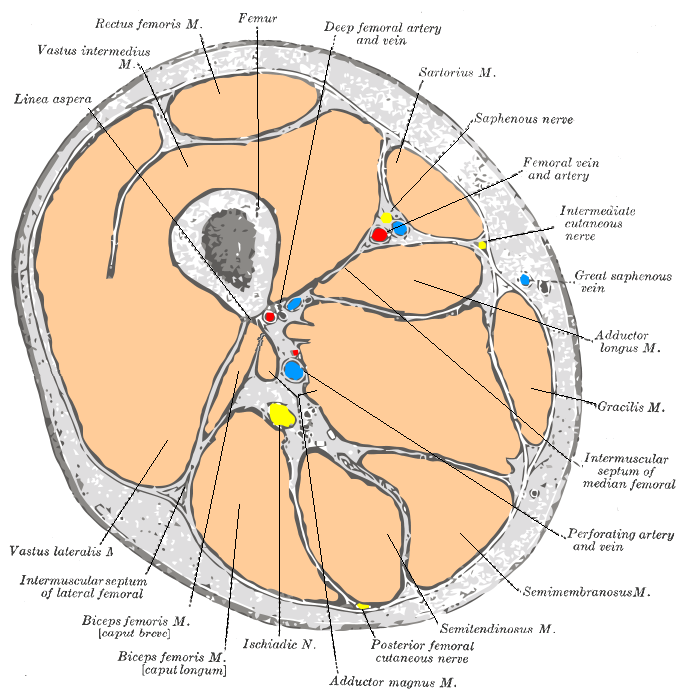
Section transversale de la cuisse. Tiers moyen.
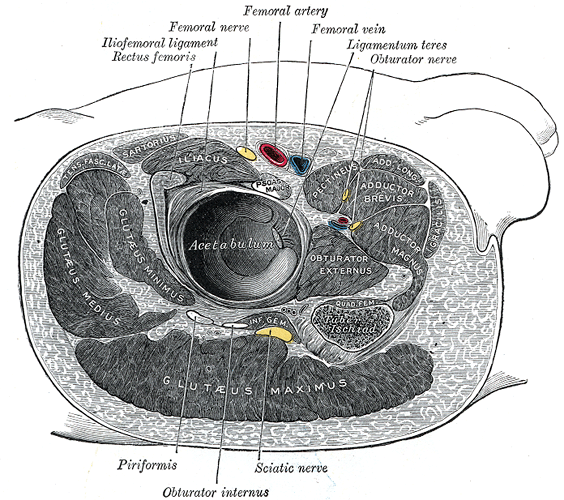
Coupe sagittale de la hanche, sujet couché sur le dos.